# کوه بو عمود
کوه بو عمود (به عربی: جبل أبو عمود) یک تپه در الجزایر است که در استان نعامه واقع شده‌است. کوه بو عمود ۱٬۶۹۲ متر بالاتر از سطح دریا واقع شده‌است.